# Brachyolene albosignata
Brachyolene albosignata là một loài bọ cánh cứng trong họ Cerambycidae.